# Богатырь, Иван Иванович
Иван Иванович Богатырь (27 января 1919, Кинь-Грусть, Екатеринославская губерния — 6 декабря 1982, Кринички, Днепропетровская область) — капитан Пограничных войск СССР, участник Великой Отечественной войны, Герой Советского Союза (1942).

## Биография
Родился 27 января 1919 года в селе Анно-Зачатовка (ныне — Криничанский район Днепропетровской области Украины) в семье крестьянина. Украинец. Окончил неполную среднюю школу и техникум в Днепропетровске, после чего работал на Днепропетровском паровозоремонтном заводе токарем, затем разъездным механиком на Криничанской машинно-тракторной станции. В 1939 году был призван на службу, проходил её в Пограничных войсках СССР, был пулемётчиком 32-го морского погранотряда, краснофлотцем. С августа 1941 года — на фронтах Великой Отечественной войны. Участвовал в обороне Одессы, командовал отделением. К июню 1942 года ефрейтор Иван Богатырь был стрелком 456-го стрелкового полка 109-й стрелковой дивизии Приморской армии Севастопольского оборонительного района. Отличился во время обороны Севастополя.
7 июня 1942 года в районе Балаклавы Богатырь отбил несколько атак противника, получил тяжёлое ранение. Единственный из обороняющихся остался в живых и ещё в течение пяти часов отбивал немецкие атаки до подхода подкреплений. Всего за время обороны Севастополя снайперским огнём уничтожил 75 вражеских солдат и офицеров, обучил снайперскому мастерству 130 советских солдат.
Указом Президиума Верховного Совета СССР «О присвоении звания Героя Советского Союза начальствующему составу Красной Армии» от 20 июня 1942 года за «образцовое выполнение боевых заданий командования на фронте борьбы с немецкими захватчиками и проявленные при этом отвагу и геройство» удостоен высокого звания Героя Советского Союза с вручением ордена Ленина и медали «Золотая Звезда» за номером 812.
В 1943 году, после эвакуации из Севастополя и прохождения лечения, Богатырь был направлен на Курсы усовершенствования офицерского состава, а затем на Курсы усовершенствования оперативного состава Пограничных войск. Окончил последние в 1944 году, после чего продолжил службу в Погранвойсках. С декабря 1944 года был помощником начальника 5-го отделения штаба 32-го погранотряда в Грузинском пограничном округе. В 1946 году вступил в ВКП(б). С мая 1949 года был помощником начальника 2-й погранкомендатуры 1-го погранотряда Карело-Финского погранокруга. В 1950 году окончил школу усовершенствования офицерского состава Погранвойск. С октября 1951 года был старшим оперуполномоченным 1-го отделения штаба погранкомендатуры 14-го погранотряда Закарпатского погранокруга, с апреля 1952 года — помощником начальника штаба той же комендатуры. В 1953 году в звании капитана был уволен в запас. 
В 1966 году Богатырь окончил Киевский институт народного хозяйства, проживал и работал в посёлке Кринички Днепропетровской области Украинской ССР. Умер 6 декабря 1982 года.
Был также награждён орденами Красного Знамени и Красной Звезды, а также рядом медалей.